# Valgliste
Valgliste kan være to ting:
- En liste med opstillede kandidater ved et valg, synonym med kandidatliste
- En fortegnelse over personer som er stemmeberettigede ved et valg som beskrives her:

Valglisten er en liste med alle stemmeberettigede vælgere i en kommune. De borgere, der opfylder kravene for valgret/stemmeret, dvs. de er danske statsborgere, over 18 år og bosat i Danmark, Grønland eller Færøerne, optages automatisk på valglisten. Man skal som udgangspunkt være tilmeldt folkeregistret for at være stemmeberettiget.
Når der bliver udskrevet valg, får hver kommune en valgliste fra Det Centrale Personregister, med navnene på alle de personer, som skal have tilsendt et valgkort.